# Souvrství Lance

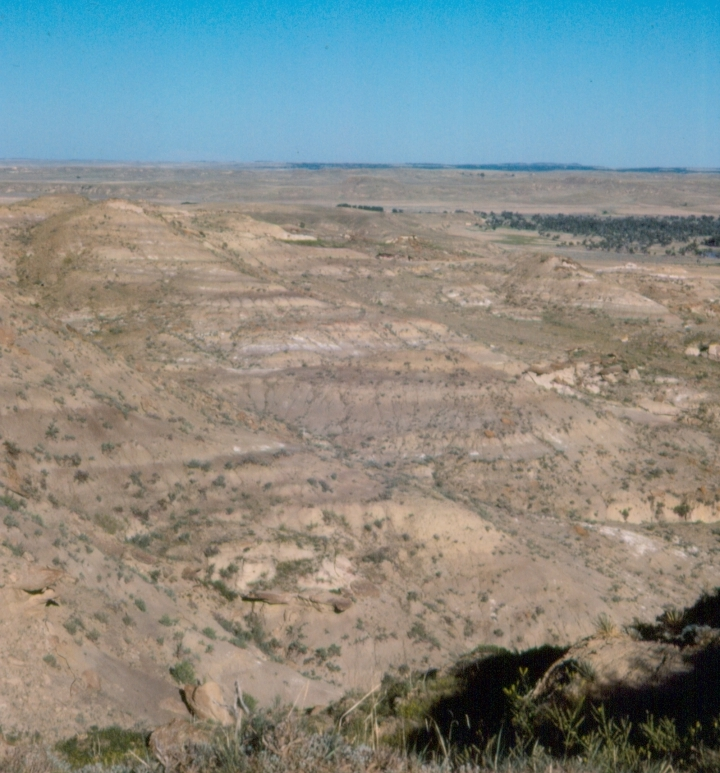
Pohled na výchozy souvrství Lance ve Wyomingu.

Geologické souvrství Lance (Creek) zahrnuje sedimenty z období nejpozdnější křídy na území západu Spojených států amerických (někdejší Laramidie). Usazeniny tohoto souvrství vznikaly v době asi před 69 až 66 miliony let, tedy na úplném konci křídové periody (geologický stupeň pozdní maastricht).

## Význam
Jméno tohoto souvrství je odvozeno od potoka Lance Creek, který toto jméno získal podle jezdeckých kopí (anglicky "lance") indiánských válečníků z kmene Siouxů, žijících na územích, kde vystupují výchozy tohoto souvrství. Ekosystémy tohoto souvrství tedy patří k posledním, ve kterých žili dinosauři (kromě ptáků) a skončily s velkým vymíráním na konci křídy. Časově shodným souvrstvím je například známější formace Hell Creek z USA nebo souvrství Scollard a souvrství Frenchman z jižní Kanady.

## Paleoekologie
Mocnost vrstev tohoto souvrství dosahuje asi 600 metrů (ve Wyomingu), ale pouze kolem 90 metrů na území Severní Dakoty. Nejstarší část se nachází nad marinní zónou výskytu amonita druhu Baculites clinolobatus ve Wyomingu.

## Paleontologie
Souvrství je významné díky výskytu posledních populací druhohorních dinosaurů a jejich současníků. Podnebí bylo v této době subtropické, s vydatnými srážkami a absencí chladnějších period. Prostředí odpovídalo rozlehlé záplavové nížině, nacházející se nedaleko pobřeží tehdejšího Velkého vnitrozemského moře. Podrobný součet fosilních exemplářů z roku 2018, objevených za víc než 130 let výzkumů v souvrství Hell Creek a Lance ukázal, že již bylo objeveno nejméně 653 dinosauřích exemplářů, přičemž zdaleka nejpočetnějším rodem byl Triceratops (přes 335 exemplářů).
Stále však není jasné, do jaké míry ovlivňuje naše znalosti o tehdejší biotě výběrovost fosilních objevů.
Výjimečně dochází k objevu většího množství exemplářů obřích rohatých dinosaurů rodu Triceratops pohromadě v tzv. lůžcích kostí (bonebeds). Jedním z nich je unikátní nález pocházející právě ze sedimentů geologického souvrství Lance na území Wyomingu.

## Přítomné rody dinosaurů

### Teropodi
- Aublysodon
- Nanotyrannus (může se jednat pouze o juvenilní exempláře druhu T. rex)[6]
- Ornithomimus
- Paronychodon
- Pectinodon
- Tyrannosaurus[7]

### Ankylosauři
- Ankylosaurus
- Denversaurus[8]

### Marginocefalové
- Leptoceratops
- Pachycephalosaurus
- Stygimoloch
- Torosaurus
- Triceratops

### Ornitopodi
- Edmontosaurus
- Thescelosaurus

## Další organismy
V souvrství Lance byly objeveny také fosilie ptakoještěrů, champsosaurů, krokodýlů, ještěrů, hadů, želv, mloků, ryb a malých savců. Z pravěkých ptáků se zde objevuje rod Potamornis a mnohé další, včetně vzácných fosilií ptačích mláďat.